# Río Seco, San Felipe Tejalápam
Río Seco är en ort i Mexiko.   Den ligger i kommunen San Felipe Tejalápam och delstaten Oaxaca, i den sydöstra delen av landet, 400 km sydost om huvudstaden Mexico City. Río Seco ligger 1 747 meter över havet och antalet invånare är 108.
Terrängen runt Río Seco är varierad. Runt Río Seco är det ganska tätbefolkat, med 230 invånare per kvadratkilometer. Närmaste större samhälle är Oaxaca de Juárez, 16,9 km öster om Río Seco. Trakten runt Río Seco består i huvudsak av gräsmarker.